# CHEFF records
CHEFF Records er et dansk pladeselskab, der udgiver materiale indenfor dansk rap, dancehall og hiphop.
Selskabet står bag udgivelser med bl.a. KIDD, TopGunn, Klumben, Raske Penge og Sukker Lyn. 
Efter en længere pause annoncerede de i 2021 deres comeback. 